# Olga de Haas
Olga Gerharda Alida de Haas (Amsterdam, 9 september 1944 – aldaar, 1 september 1978) was een Nederlandse balletdanseres.

## Ballet

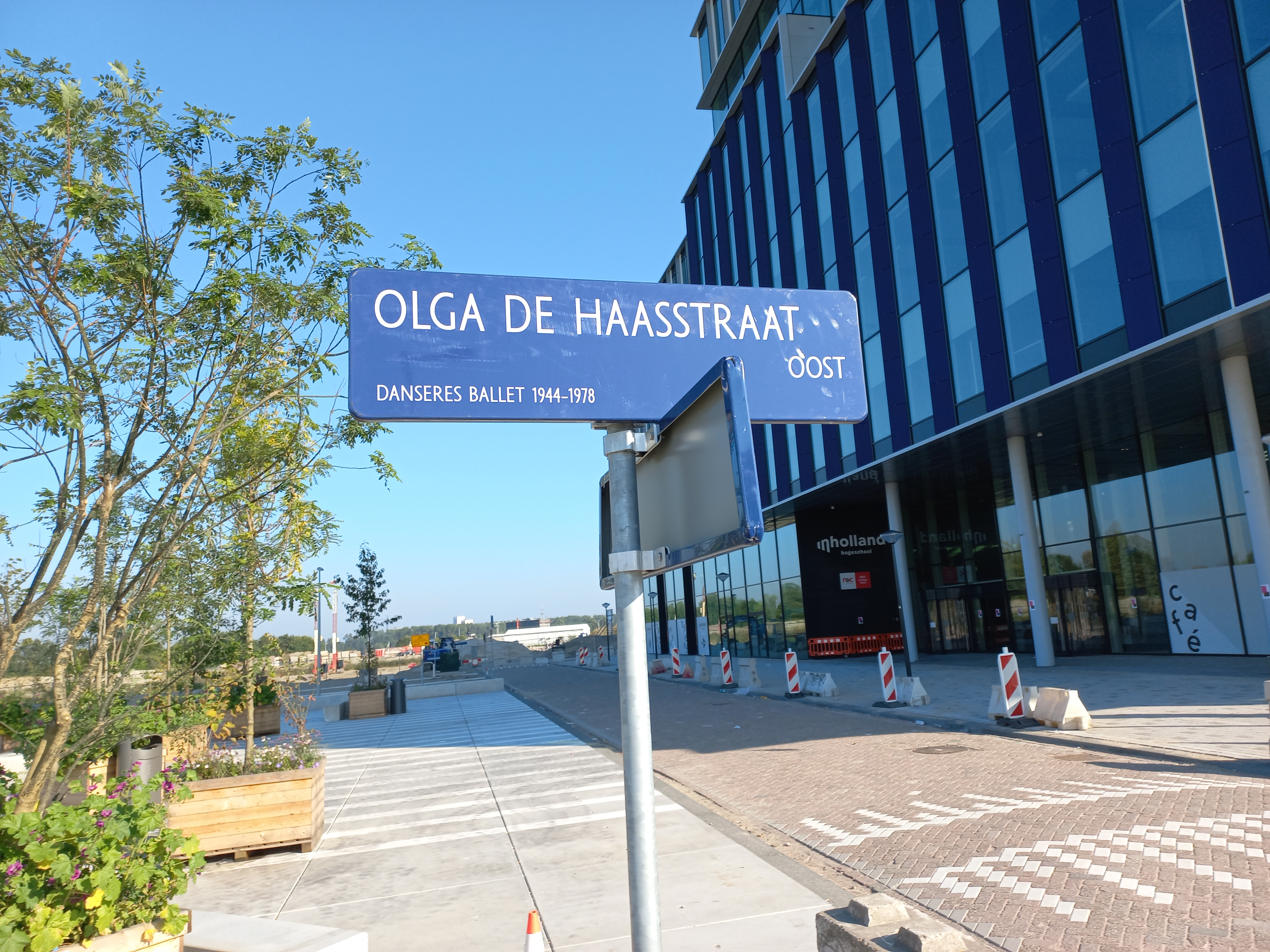
Olga de Haasstraat in Amsterdam (september 2024)

Vanaf haar negende jaar kreeg zij al balletlessen van Sonia Gaskell. In 1961 ging zij met Gaskell mee over naar Het Nationale Ballet, waar zij al snel werd toegelaten tot het corps de ballet. Binnen twee jaar veroverde zij daar een plaats als soliste.
Eind 1973 huwde De Haas voetballer Gerard Schoonewille. Het huwelijk strandde na veertien maanden.
Het zware balletleven was echter moeilijk te combineren met haar persoonlijke levensstijl en haar fragiele lichaam, dat regelmatig de uitputting nabij was. Zij overleed ruim een week voor haar 34e verjaardag in het Wilhelmina Gasthuis aan de gevolgen van anorexia nervosa en alcoholverslaving. Ze werd gecremeerd op Driehuis-Westerveld.
Olga de Haas werd vastgelegd in een schilderij van Diana Vandenberg, die haar schilderde met op de achtergrond een zwaan, een verwijzing naar ballet Het zwanenmeer van Pjotr Iljitsj Tsjaikovski. Het schilderij hangt in de Stadsschouwburg. Er volgde postuum een televisiefilm getiteld Schotse fantasie, een verfilming van een uitvoering van een ballet van haar en Ronald Snijders uit 1974 op de gelijknamige muziek van Max Bruch. Amsterdam benoemde in de 21e eeuw de Olga de Haasstraat.